# بلازما بج سكرين
بلازما بج سكرين (بالإنجليزية: Plasma Bigscreen)‏ هو مشروع برمجي من كيدي يحتوي على واجهة مُحسَّنة لأجهزة التلفزيون الذكية وأجهزة الكمبيوتر الأخرى مثل راسبيري باي والتي يمكن توصيلها بشاشاتٍ كبيرة.

## البرمجة
تعتمد بيئة بلازما بج سكرين على كيدي بلازما 5، يتم توفير التحكم الصوتي من خلال التكامل مع مايكروفت، تدعم واجهة بلازما بج سكرين إمكانيَّة «التحكم في الإلكترونيات الاستهلاكية [الإنجليزية]».

## وصلات خارجيَّة
- الموقع الرسمي